# Февральский ветер
«Февральский ветер» — советский фильм 1981 года режиссёра Владимира Досталя, по мотивам одноимённой пьесы Андрея Вейцлера.

## Сюжет
Февраль 1917 года, Сибирь. После бунта в Ачинской тюрьме его зачинщика большевика Кирилла Астахова отправляют в дальний Кутуйский острог. Конвоировать его назначается надзиратель Степан Филимонов. Путь через тайгу, ночёвка в пургу в охотничьем зимовье, позволит им узнать друг друга.

## В ролях
- Михаил Ульянов — Степан Филимонов
- Игорь Ливанов — Кирилл Астахов, большевик, организатор подавленного бунта
- Андрей Попов — Василий Игнатьевич Данович
- Сергей Яковлев — Жадов
- Анатолий Грачёв — Бурлацкий
- Светлана Данильченко — жена губернатора
- Виталий Венгер — эпизод
- Михаил Дадыко — эпизод

## Съёмки
Съёмки фильма велись в Иркутске и в тогда только создаваемом музее деревянного зодчества. Художник-постановщик картины — А. Д. Самулекин.
В эпизодах в фильме задействованы актёры Иркутского драмтеатра имени Охлопкова , в частности, это одно из немногих появлений на экране Виталия Венгера.

## Критика
Критик Татьяна Марченко отмечала, что сюжет экранизированной пьесы построен как «напряженный психологический поединок», яростный спор её героев.

Конфликт в картине — классовый, социальный, между эксплуататорами и ими угнетаемыми. Но, пожалуй, фильм так и остался бы «агиткой» (хотя, не исключено, что он забыт сегодня именно из-за такого примитивного его восприятия), если бы не великолепная игра Ульянова и Ливанова, каждый из которых раскрывает определённую «правду жизни» своих героев.— Илья Стрекалов, «25-й кадр», 2018 год